# ملكة جمال وملك عالم الصم

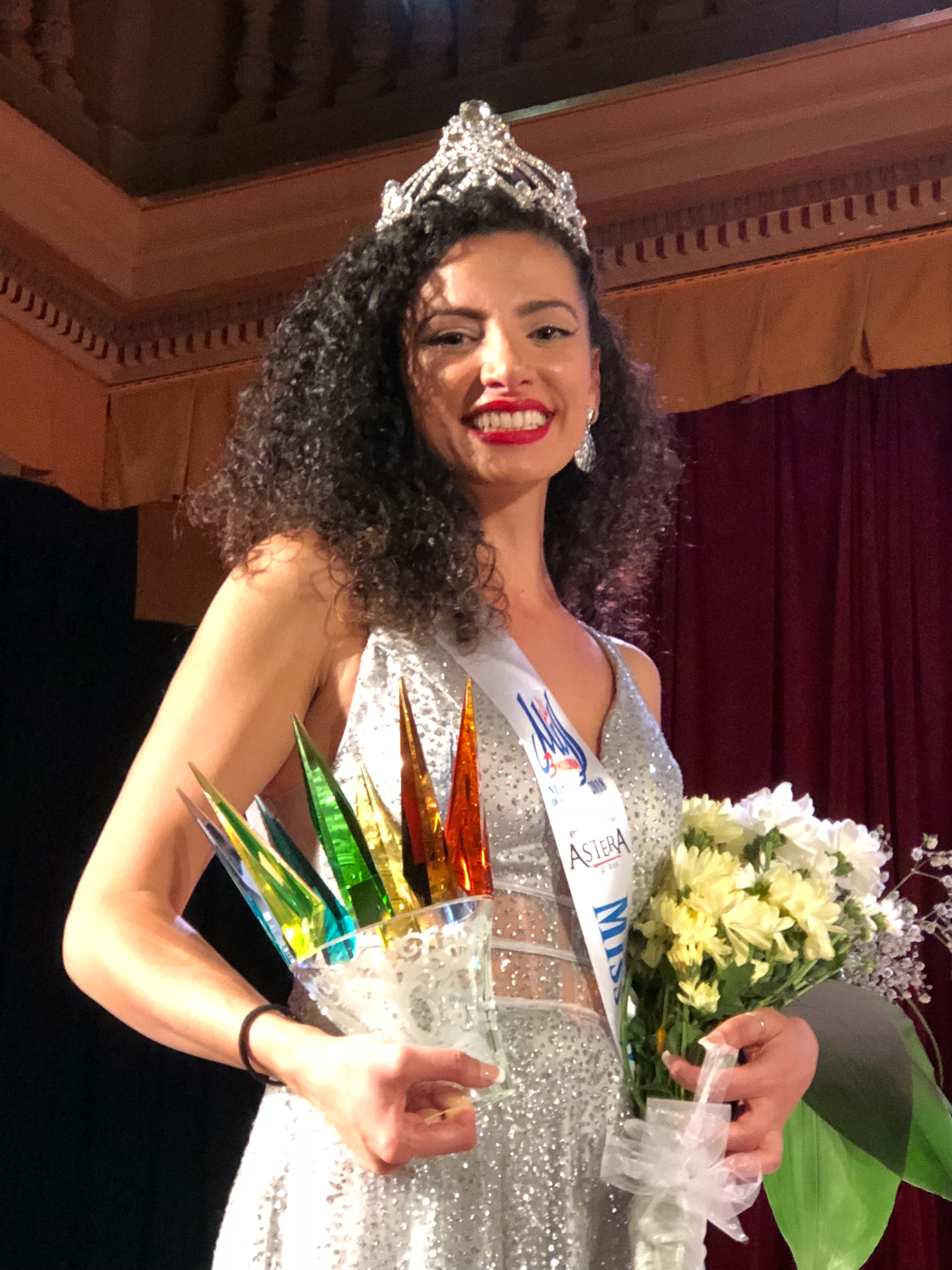
ملكة جمال عالم الصم 2018 آسيا أوهاناني، 29 سبتمبر 2018، فينوهرادي، براغ

ملكة جمال وملك عالم الصم (MMDW) هي مسابقة ملكة جمال دولية تتوج فيها الشابات الصم بلقب "ملكة جمال العالم للصم" والشباب الصم بلقب "سيد الصم العالمي" كل عام، وعادة ما تقام المسابقة في براغ، في جمهورية التشيك.

## تاريخ
ملكة جمال وملك عالم الصم هي منظمة غير ربحية تم إنشاؤها في عام 2001. يتم تنظيم المسابقة من قبل شركتي ملكة جمال الصم العالمية وآنسة – السيد الصم الأب، ورئيسهما هو جوزيف أولير. اللغة الرسمية في المسابقة هي لغة الإشارة الدولية، ويتم تصنيع التيجان الكريستالية لجميع المتأهلين للنهائيات بواسطة شركة أستيرا إس آر أو.
وبموجب قواعد المسابقة، لا يُسمح للفائز بالمشاركة في مسابقة جمال أخرى. في 9 يوليو 2010، أقيمت مسابقة ملكة جمال عالم الصم المتعاطفة في تبليسي، جورجيا، وشاركت فيها الآنسة جولي أبو من فرنسا. فازت بثلاثة ألقاب في مسابقة منظمة فايس ميس العالمية للصم الأولى عام 2010، ومسابقة منظمة فايس ميس العالمية للصم الثانية عام 2010، ومسابقة ملكة جمال التعاطف لعالم الصم لعام 2010. وبعد ذلك، شاركت عبّو في مسابقة ملكة جمال الصم الدولية في لاس فيغاس، نيفادا في 31 يوليو 2010، وتوجت بلقب ملكة جمال الصم الدولية. ونتيجة لذلك، نشر أولير إعلانًا على موقع ملكة جمال عالم الصم المتعاطفة حول استبعاد عبّو من ألقاب نائبة ملكة جمال العالم للصم 2010 وملكة جمال التعاطف مع الصم العالمية 2010، والتي فازت بها عبّو خلال الحفل النهائي لمسابقتي ملكة جمال العالم للصم 2010 وملكة جمال أوروبا للصم 2010 في تبليسي. وذكر أولير أنه خلال مسابقات ملكة جمال العالم، تم إبلاغ عبّو شخصيًا، وكذلك الفتيات المتنافسات الأخريات، أنه في حالة الحصول على أحد الألقاب الرسمية لمسابقات ملكة جمال العالم، سيتم منع الفائزة من المشاركة في أي مسابقة ملكة جمال أخرى. وأوضح أولير سبب الحفاظ على المكانة العالية للمسابقتين، والحفاظ على السمعة العالية للألقاب المكتسبة ومنع أي مساس بمكانة مسابقتي ملكة جمال العالم للصم وملكة جمال أوروبا للصم. وأضاف أولير أن كل فتاة يمكنها المشاركة في هذه المسابقات، حتى مرتين، إذا لم تحصل على أي من الألقاب خلال مشاركتها الأولى. وكتب أنه اعتبارًا من 1 أغسطس 2010، ذهب لقب نائبة ملكة جمال العالم للصم 2010، الذي تم انتزاعه من عبّو، إلى تشي هوانغ وانغ من الصين، وذهب لقب نائبة ملكة جمال العالم للصم 2010 الثاني إلى ستيلا فالاوو كونجان من غانا، والتي احتلت المركز الرابع في الأصل. فازت بورتيا أوليفر من جنوب أفريقيا بلقب ملكة جمال التعاطف للصم العالمية 2010، والذي أخذه أيضًا أبو بواسطة أولير، والتي احتلت في الأصل المركز الثاني في هذه الفئة.
في عام 2018، فازت آسيا أوهاناني من إسرائيل بلقب ملكة جمال الصم في العالم. التقطت المتسابقة من تايوان، شو جينجهوي، صورة معها، وكتبت انطباعها عن المسابقة. تحدثت عن البيئة الأجنبية في براغ، متمنية التواصل مع الأصدقاء الصم الأجانب من بلدان مختلفة، على أمل التواصل معهم. كتبت نشاطها اليومي: اليوم الثاني كان يوم حر، وقاموا بزيارة المعالم السياحية القريبة، وبدأوا في تكوين صداقات مع الصم من خلال الدردشة مع بعضهم البعض بلغة الإشارة العالمية. أما اليوم الثالث إلى اليوم السادس فقد خصصناهما للتدرب على العرض معًا ومشاركة لغة الإشارة الدولية وثقافة الصم بين مختلف البلدان. بدأ العرض في 29 سبتمبر 2018، وتركها حزينة ومحبطة بعض الشيء، لكنها كانت تجربة نادرة بالنسبة لها. كانت سعيدة لأنها تمكنت من السفر إلى الخارج واكتساب الكثير من الأصدقاء الأجانب، وشكرت جمعية الصم الصينية على منحها هذه الفرصة للسفر إلى الخارج، وعلى تعليمها لغة الإشارة الدولية أيضًا.
في 16 أبريل 2019، كتب أولير بحزن عن رحيل المهندس فلاديمير زيلا، الشريك العام للمسابقات العالمية، ملكة جمال وسيد الصم العالميين وأوروبا وآسيا، ومدير شركة أستيرا للزجاج.
في 25 مايو 2019، تزوجت ملكة جمال العالم للصم 2017 وملك الصم أوروبا 2018 في كرواتيا.

## روابط خارجية
- Miss & Mister Deaf World and Europe and Asia  على فيسبوك.